# Foguete modular

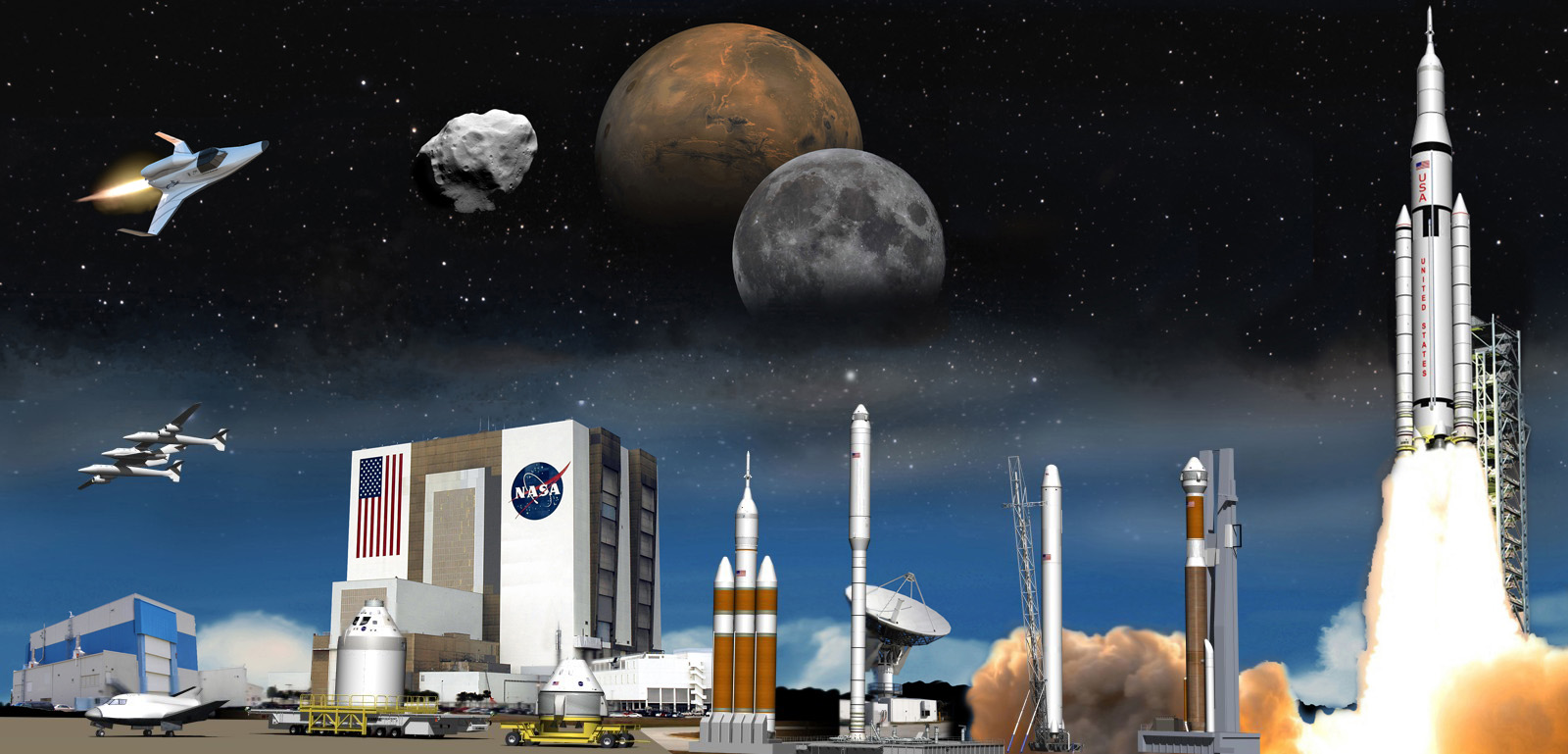
Vários sistemas modulares de foguetes e espaçonaves.

Foguete modular, é uma concepção de famílias de foguetes cujos componentes básicos, como: motores, estágios e foguetes auxiliares, podem ser combinados de diferentes maneiras, formando modelos diferentes de foguetes.
O uso de componentes padronizados e intercambiáveis, diminui consideravelmente as despesas de: fabricação, transporte, integração e infraestrutura necessários para cada foguete.